# 圧倒的に片想い
『圧倒的に片想い』（あっとうてきにかたおもい）は、谷村有美の9枚目のオリジナル・アルバム。1995年10月21日にSony Recordsから発売された。

## 概要
1992年～1994年まで編曲を手掛けた清水信之に代り、森高千里のサウンドプロデュースを手掛けた前嶋康明・高橋諭一が編曲を担当。谷村のアルバムで初めて編曲者表記の無い楽曲が存在（下記参照）。ジャケットは東京都江戸川区で撮影。初回盤は豪華ブックレット仕様。

## 収録曲
| 全作詞: 谷村有美（#1を除く）、全作曲: 谷村有美。 |                                                                |                      |            |                                       |      |
| #                                                | タイトル                                                       | 作詞                 | 作曲・編曲 | 編曲                                  | 時間 |
| 1.                                               | 「Instrumental Part I」                                        | 谷村有美（#1を除く） | 谷村有美   |                                       | 2:00 |
| 2.                                               | 「逆ふたまた」                                                 | 谷村有美（#1を除く） | 谷村有美   |                                       | 4:16 |
| 3.                                               | 「何も聞かないで」                                             | 谷村有美（#1を除く） | 谷村有美   |                                       | 3:50 |
| 4.                                               | 「優しいのにも程がある」                                       | 谷村有美（#1を除く） | 谷村有美   | 前嶋康明                              | 5:53 |
| 5.                                               | 「愛情と友情」                                                 | 谷村有美（#1を除く） | 谷村有美   |                                       | 4:01 |
| 6.                                               | 「もうすぐあなたが帰ってくる」                                 | 谷村有美（#1を除く） | 谷村有美   | 前嶋康明 ストリングアレンジ：高橋諭一 | 5:17 |
| 7.                                               | 「MOON」                                                       | 谷村有美（#1を除く） | 谷村有美   |                                       | 5:12 |
| 8.                                               | 「愛しているのに」                                             | 谷村有美（#1を除く） | 谷村有美   | 前嶋康明                              | 5:02 |
| 9.                                               | 「圧倒的に片想い」(シングル「しあわせのかたち」カップリング曲) | 谷村有美（#1を除く） | 谷村有美   |                                       | 4:02 |
| 10.                                              | 「信じるものに救われる」                                       | 谷村有美（#1を除く） | 谷村有美   | 清水信之                              | 4:07 |
| 11.                                              | 「あなたに出逢えて」                                           | 谷村有美（#1を除く） | 谷村有美   | 前嶋康明                              | 3:31 |
| 合計時間:                                        | 合計時間:                                                      | 合計時間:            | 47:11      |                                       |      |

## 参加ミュージシャン
| Instrumental Part I - Ohchestra Arrange＆Programming：前嶋康明 - A.Piano：谷村有美 逆ふたまた - String Arrange＆Programming：前嶋康明 - A.Piano：谷村有美 何も聞かないで - Programming,Guitars＆Wind Chime：高橋諭一 - Keyboards&Conga：前嶋康明 - E.Bass：横山雅史 優しいのにも程がある - All Instruments：前嶋康明 愛情と友情 - Horn Arrange＆Programming：前嶋康明 - A.Piano：谷村有美 もうすぐあなたが帰ってくる - Programming＆Keyboards：前嶋康明 - String Arrange：高橋諭一 - Guitars：カルロス＝ベルトラミ | MOON - String Arrange：前嶋康明・高橋諭一 - Fender Rhodes＆Rim：前嶋康明 - Programming：高橋諭一 - E.Bass：沢田浩史 - Guitar：稲葉政裕 愛しているのに - Programming＆Keyboards：前嶋康明 - Horn Arrange：前嶋康明・谷村有美 圧倒的に片想い - Keyboards,Bongo＆Wind Chime：前嶋康明 - Programming,Guitars：高橋諭一 信じる者に救われる - Drums,E.Bass,Guitars,Keyboards,Percussions：清水信之 - Fairlight Operator：田端元 - Background Vocals＆Chorus：谷村有美 あなたに出逢えて - Programming＆Keyboards：前嶋康明 - Guitars：高橋諭一 - E.Bass：沢田浩史 |